# Hondouville
Hondouville é uma comuna francesa na região administrativa da Normandia, no departamento de Eure. Estende-se por uma área de 6,87 km². Em 2010 a comuna tinha 808 habitantes (densidade: 117,6 hab./km²).